# Margot Parker
Margot Parker, née le 24 juillet 1943 à Grantham, est une femme politique britannique, membre du Parti pour l'indépendance du Royaume-Uni (UKIP) puis du Parti du Brexit. Elle est députée européenne de 2014 à 2019.

## Biographie
Le 22 mai 2014, elle est élue députée européenne britannique. Elle quitte l'UKIP en avril 2019 pour rejoindre le Parti du Brexit, mais n'est pas retenue comme candidate pour les élections européennes du 23 mai suivant.